# Nicole Hosp
Nicole Hosp (Bichlbach, 6. studenog 1983.) je austrijska alpska skijašica.
Izuzetno je uspješna u svim disciplinama Svjetskog kupa, a posebno u tehničkim disciplinama. Najveći su joj uspjesi osvajanje velikog kristalnog globusa u sezoni 2006/2007., mali kristalni globus u veleslalomu iz iste sezone, srebrne olimpijske medalje iz Torina 2006. u veleslalomu i Sočija 2014. u superkombinaciji, te naslov svjetske prvakinje u veleslalomu sa SP u Åreu 2007. godine.

## Pobjede u Svjetskom kupu
- 12 pobjeda – (1 superveleslalom, 5 slaloma, 5 veleslaloma, 1 superkombinacija)

| Nadnevak            | Skijalište           | Disciplina  |
| ------------------- | -------------------- | ----------- |
| 26. listopada 2002. | Sölden               | Veleslalom  |
| 17. prosinca 2003.  | Madonna di Campiglio | Slalom      |
| 27. prosinca 2003.  | Lienz                | Veleslalom  |
| 29. siječnja 2006.  | Cortina d'Ampezzo    | Veleslalom  |
| 16. ožujka 2006.    | Åre                  | Super G     |
| 6. siječnja 2007.   | Kranjska Gora        | Veleslalom  |
| 2. ožujka 2007.     | Tarvisio             | Kombinacija |
| 17. ožujka 2007.    | Lenzerheide          | Slalom      |
| 18. ožujka 2007.    | Lenzerheide          | Veleslalom  |
| 9. prosinca 2007.   | Aspen                | Slalom      |
| 13. siječnja 2008.  | Maribor              | Slalom      |
| 30. studenog 2015.  | Aspen                | Slalom      |

Poredak po sezonama
| Sezona | Godine | Ukupno        | Slalom        | Veleslalom    | Superveleslalom | Spust         | Kombinacija   |
| ------ | ------ | ------------- | ------------- | ------------- | --------------- | ------------- | ------------- |
| 2002.  | 18     | 121           | –             | 58            | –               | –             | —             |
| 2003.  | 19     | 10            | 10            | 4             | –               | –             | —             |
| 2004.  | 20     | 12            | 6             | 6             | –               | –             | —             |
| 2005.  | 21     | 14            | 7             | 6             | –               | –             | 4             |
| 2006.  | 22     | 4             | 6             | 4             | 10              | 23            | 5             |
| 2007.  | 23     | 1             | 2             | 1             | 2               | 20            | 3             |
| 2008.  | 24     | 2             | 2             | 7             | 10              | 19            | 9             |
| 2009.  | 25     | 14            | 8             | 24            | 25              | 46            | 8             |
| 2010.  | 26     | ------------- | ------------- | ------------- | -------------   | ------------- | ------------- |
| 2011.  | 27     | 15            | 12            | 28            | 8               | –             | 5             |
| 2012.  | 28     | 22            | 26            | –             | 20              | 36            | 3             |
| 2013.  | 29     | 16            | 15            | –             | 20              | –             | 2             |
| 2014.  | 30     | 9             | 8             | –             | 6               | 22            | 4             |
| 2015.  | 31     | 5             | 9             | –             | 6               | 12            | -             |

## Olimpijski rezultati
| Godina | Starost | Slalom                     | Veleslalom                 | Super G                    | Spust                      | Kombinacija                |
| ------ | ------- | -------------------------- | -------------------------- | -------------------------- | -------------------------- | -------------------------- |
| 2006.  | 22      | 2                          | 4.                         | –                          | –                          | 5                          |
| 2010.  | 26      | Ozlijeđena: nije nastupila | Ozlijeđena: nije nastupila | Ozlijeđena: nije nastupila | Ozlijeđena: nije nastupila | Ozlijeđena: nije nastupila |
| 2014.  | 30      | –                          | –                          | 3                          | -                          | 2                          |

## Vanjske poveznice
- Službena stranica
- Statistika Svjetskog kupa